# Anonymous (band)
Anonymous is een punkband uit het kleine bergstaatje Andorra, die onder andere aan het Eurovisiesongfestival 2007 deelnam.

## Band
Anonymous bestaat uit vier jongens:
- N!ki (Niki Francesca)
- Potter (Alejandro Martínez)
- Gallego (William Gallego)
- Hippy (Cristian Narvaez)

In 2004 begon de band voor het eerst samen op te treden en ze zijn een succes in Noord-Spanje. Anonymous ziet groepen als Blink-182 en Sum 41 als hun grote voorbeeld.

## Eurovisiesongfestival
In 2007 nam Anonymous voor Andorra deel aan het Eurovisiesongfestival. Het liedje dat Anonymous op het Eurovisiesongfestival zong heette "Salvem el món" (Red de wereld). Narvaez (Hippy) was echter te jong om mee te doen; Anonymous trad daarom met slechts drie bandleden op.
Hun deelname was de vierde voor Andorra. In de halve finale op 10 mei bleek dat de groep niet door was naar de finale van 12 mei. Na de finale werd ook het scorebord van de halve finale gepubliceerd. Hieruit bleek dat Anonymous 12e was geworden met 80 punten. Hierdoor haalden de finale net niet (de eerste tien gingen door). Deze prestatie was echter wel het hoogste resultaat dat ooit was neergezet voor Andorra op het Songfestival. Ook Gisela wist in 2008 niet bij de beste 10 te eindigen in haar halve finale.